# Stugeta bowkeri
Stugeta bowkeri is een vlinder uit de familie van de Lycaenidae. De wetenschappelijke naam van de soort is voor het eerst geldig gepubliceerd in 1864 door Trimen.